# خوسيه دي كارفاليو فيلهو
خوسيه دي كارفاليو فيلهو (بالبرتغالية: José de Carvalho Filho‏) هو مجدف برازيلي، ولد في 15 يناير 1931 في ريو دي جانيرو في البرازيل.

## وصلات خارجية
- خوسيه دي كارفاليو فيلهو على موقع الاتحاد الدولي للتجديف (الإنجليزية)
- خوسيه دي كارفاليو فيلهو على موقع اللجنة الأولمبية الدولية (الإنجليزية)
- خوسيه دي كارفاليو فيلهو على موقع أوليمبيديا (الإنجليزية)